# 県道130号 (台湾)
県道130号（けんどう130ごう）は、苗栗県苑裡鎮苑裡駅前から同県大湖郷を結ぶ、全長31.2kmの台湾の県道である。県道121号と台13線とそれぞれ重複区間がある。

## 通過する自治体
- 苗栗県
  - 苑裡鎮
  - 三義郷
  - 大湖郷

## 接続する道路
- 県道121号
- 台13線
- 県道119号
- 台3線

## 施設
- 山腳国小学校
- 苗栗県立致民国中学校
- 蕉埔国小学校